# Musina Reka
Musina Reka (cyr. Мусина Река) – wieś w Serbii, w okręgu raskim, w mieście Kraljevo. W 2011 roku liczyła 251 mieszkańców.